# Helle (mytologi)

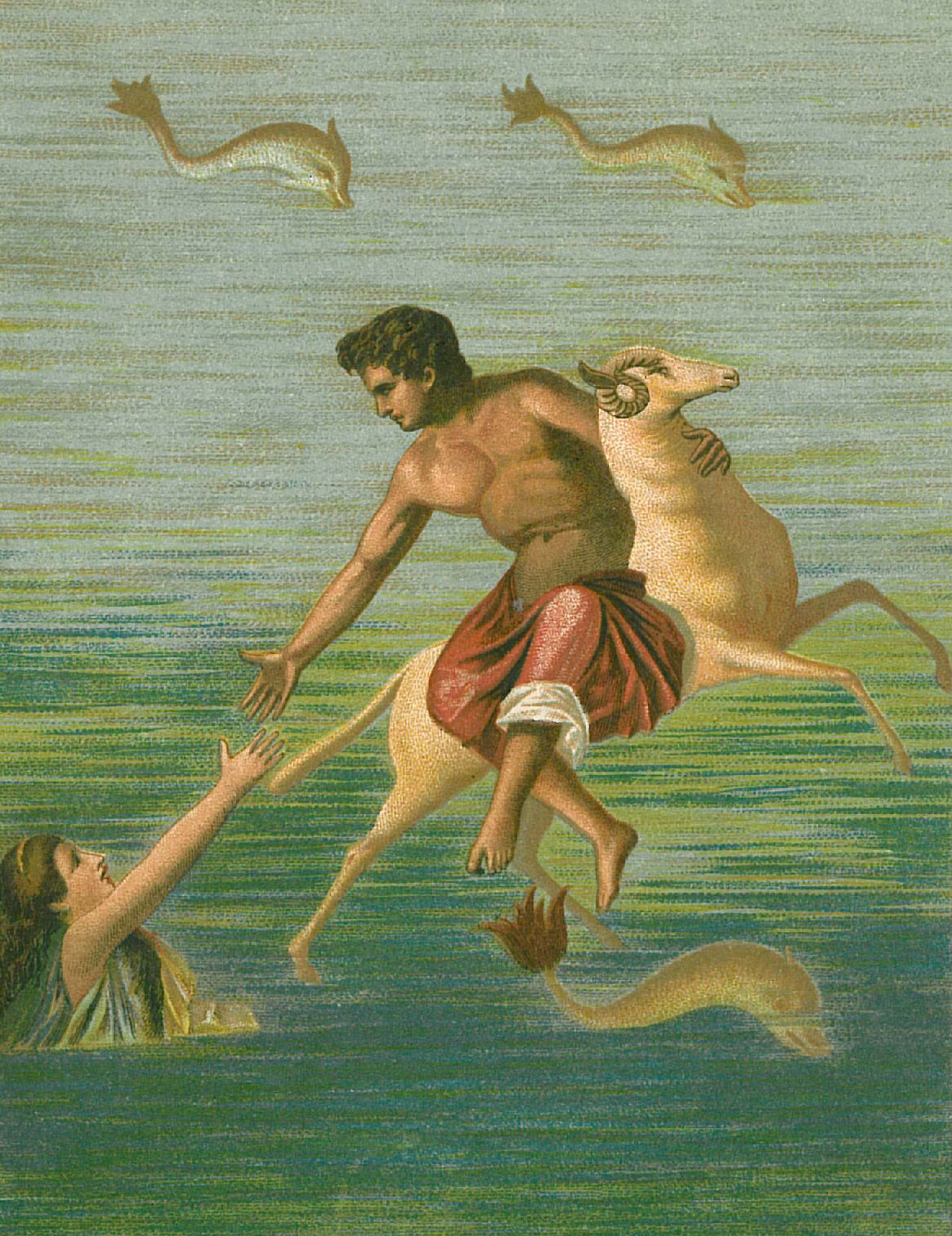
Frixos och Helle.

Helle är i grekisk mytologi dotter till konung Athamas och gudinna Nefele, syster till Frixos. Helles styvmor Ino konspirerar mot syskonen. Därför hjälper deras mor Nefele syskonen att fly på en flygande gumse med gyllene skinn, som hon fått med hjälp av Hermes, mot Aia (Kolkis). Helle faller av gumsen och drunknar i det sund som därigenom skall ha fått sitt namn, Hellesponten.